# Carlos Palacios Montero
Carlos Palacios (Balfate, Colón, Honduras; 30 de enero de 1982) es un exfutbolista hondureño que jugaba como lateral izquierdo. Su último equipo fue el Victoria de Honduras, club donde se retiró.

## Trayectoria
Formado en el Club Deportivo Cruz Azul de San José de Colinas, debutó como profesional en 2005, en el Club Deportivo Victoria, teniendo como entrenador a Jorge Ernesto Pineda. Luego recaló en los clubes sampedranos Real España y Marathón. 
Para el primer semestre de 2012, vuelve al club que lo vio nacer futbolísticamente, el Victoria de La Ceiba. Ese mismo año, por pedido del técnico Raúl Martínez Sambulá, es fichado por el Real Sociedad, club con el cual fue subcampeón en dos torneos de la Liga Nacional de Honduras.
El 7 de julio de 2014 se anuncia su regreso al Club Deportivo Marathón, a pedido de Héctor Castellón, quien venía de dirigirlo en Real Sociedad.

## Selección nacional
Ha sido internacional con la selección de fútbol de Honduras en ocho ocasiones. Debutó el 28 de junio de 2009, en un amistoso frente a Panamá que terminó con victoria 2-0 para Honduras. Ese mismo año, Reinaldo Rueda, lo incluyó en la lista de jugadores convocados para la Copa de Oro 2009.

### Participaciones en Copa de Oro
| Copa de Oro      | Sede           | Resultado    |
| ---------------- | -------------- | ------------ |
| Copa de Oro 2009 | Estados Unidos | Cuarto lugar |

## Clubes
| Club          | País     | Año         |
| ------------- | -------- | ----------- |
| Victoria      | Honduras | 2005 - 2007 |
| Real España   | Honduras | 2007 - 2010 |
| Marathón      | Honduras | 2010 - 2011 |
| Victoria      | Honduras | 2012        |
| Real Sociedad | Honduras | 2012 - 2014 |
| Marathón      | Honduras | 2014 - 2017 |
| Vida          | Honduras | 2017 - 2018 |
| Juticalpa     | Honduras | 2018 - 2021 |
| Victoria      | Honduras | 2021 - 2022 |